# Університет імені Менделя
Університет Менделя в Брно (чеськ. Mendelova univerzita v Brně) — один із найстаріших університетів Чехії та найстаріший вищий навчальний заклад Чехії в галузі сільського та лісового господарства. Університет названий на честь видатного вченого в галузі генетики — Грегора Менделя.
Був заснований за безпосередньою участю президента Т. Г. Масарика в 1919 і спочатку мав назву «Вища сільськогосподарська школа в Брно».
Є державним вищим навчальним закладом, фінансується Міністерством освіти, молоді та спорту ЧР.
Включає п'ять факультетів, а також окрему «освітню одиницю» — Інститут безперервної освіти.
Нині в Університеті навчається понад 10 тисяч студентів.
Пропонує великий список спеціальностей, серед яких: економіка, фінанси, біотехнологія, виноробство, харчові технології, безвідходні технології, ландшафтний дизайн, дизайн та виробництво меблів, туризм та агротуризм, громадське управління, регіональний розвиток тощо.

## Історія університету
Перші спроби створити сільськогосподарський університет у Моравії відносяться до 1864 року. Однак вони не увінчалися успіхом через перешкоди політичного, економічного та національного характеру, і тільки виникнення самостійної Чехословацької Республіки в жовтні 1918 року дало змогу відкрити подібний університет.
Вища сільськогосподарська школа в Брно (чеськ. Vysoká škola zemědělská v Brně) була створена згідно із Законом № 460 від 24 липня 1919 року (назва зберігалася аж до 1994 року).
Спочатку університет складався з двох факультетів: економічного та лісового господарства.
У період між Першою та Другою світовими війнами університет двічі перебував на межі припинення свого існування. Перший раз — під час повоєнної кризи у 1920—1924 рр., другий — у 1930—1931 рр. через наслідки Великої депресії.
17 листопада 1939 року, в період окупації Чехії гітлерівською Німеччиною (Протекторат Богемії та Моравії), університет, як і інші чеські ВНЗ, було закрито.
Успішну післявоєнну відбудову призупинили лютневі події 1948 року, коли політичні перевірки не пройшло 27,7 % слухачів університету.
1950 року на підставі Закону про вищу освіту спочатку створені факультети припинили своє існування. Замість них з'явилися два нових: агрономічний факультет і факультет лісового господарства.
Крім того, наприкінці 50-х років потреба у професійному управлінні сільським господарством та інтенсифікації його механізації стала причиною створення нового факультету економіки.
1964 року зростання кількості студентів і дефіцит навчальних площ, що виник при цьому, призвели до створення так званого Їглавського відділення, де до 1994 року велося навчанням студентів-першокурсників.
Послаблення 60-х років дозволили створити окремі лабораторії для вивчення таких тем, як використання радіоізотопів, електронна мікроскопія, обчислювальна техніка; приладобудування, а також підрозділи науково-технічної інформації та редакційні центри. А створивши кафедру Міжнародної біологічної програми, Університет сільського господарства став учасником престижного проєкту ЮНЕСКО.
70-ті роки XX століття характеризувались будівництвом навчальних приміщень, модернізацією та впровадженням нових освітніх технологій.
80-ті роки знаменували появу міждисциплінарних досліджень та комплексних науково-технічних програм. Також було засновано Центр розвитку біотехнології.
У 1985 р. було створено факультет садівництва у місті Леднице на Мораві.
Листопадові події 1989 року («оксамитова революція») викликали серйозні зміни в житті університету, як реакцію у відповідь на перетворення у всіх сферах економіки країни.
У 1995 році Вищу сільськогосподарську школу було перейменовано в Університет сільського та лісового господарства ім. Менделя, таким чином пов'язавши себе зі спадщиною засновника генетики Грегора Менделя.
З 1998 року університет розпочав процес реалізації Європейської кредитної системи, яка зараз використовується на всіх факультетах.
У 2003 році було створено Інститут неперервної освіти (з 2006 року є одним з університетських підрозділів)
У 2008 році для підготовки фахівців у галузі економіки як у регіональному та національному, так і у міжнародному контекстах було створено факультет регіонального розвитку та міжнародних відносин.
До 2010 року називався Університет сільського та лісового господарства імені Менделя.
У 2011 році, заснувавши окрему освітню одиницю — Інститут CEITEC MENDELU, університет став учасником міжвузівського наукового центру передових технологій — Центрально-європейського технологічного інституту (CEITEC).
Наприкінці 2012 року університет отримав від Європейської комісії престижні сертифікати ETCS Label та Diploma Supplement Label, які підтверджують, що його навчальні програми та екзаменаційна система відповідають принципам Болонської декларації.
24-го липня 2014 р. Університет сільського та лісового господарства ім. Менделя у Брно відзначив свій 95-річний ювілей.
У червні 2020 року університет вперше увійшов до 1000 кращих університетів світу QS World University Rankings, посівши № 701-750.
В рейтингу найкращі університети Європи та Центральної Азії, що розвиваються, (QS EECA) за 2022 рік університет посів 74 місто.

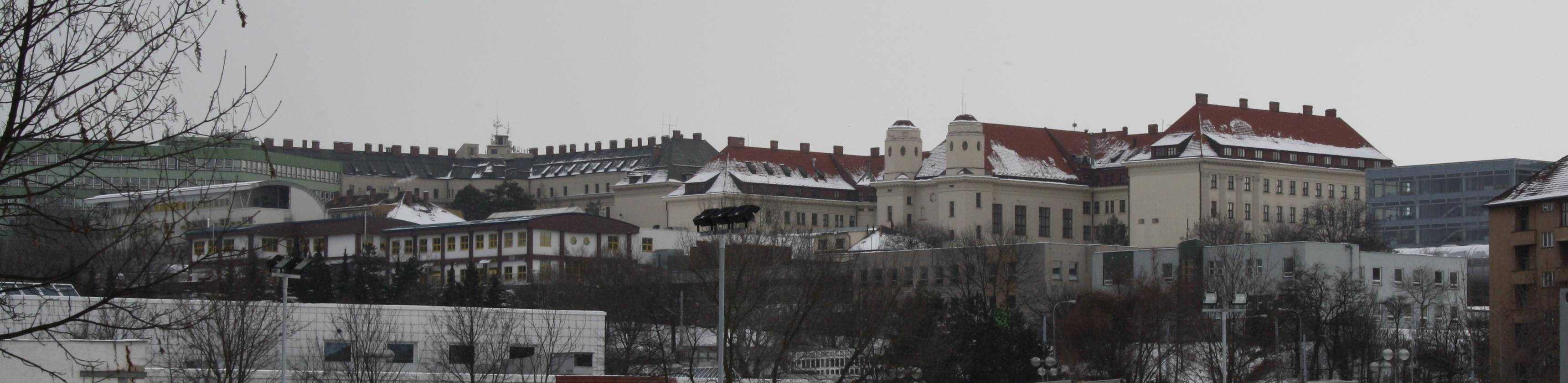
Панорама університету

## Факультети та відділення
- Агрономічний факультет (http://af.mendelu.cz/en/ )
- Факультет лісового господарства та деревообробної промисловості .
- Факультет економічний (http://www.pef.mendelu.cz/en/)
- Факультет садівництва (http://zf.mendelu.cz/en/)
- Факультет регіонального розвитку та міжнародних досліджень (http://frrms.mendelu.cz/en/)
- Інститут безперервної освіти (http://icv.mendelu.cz/en/)

## Міжнародна співпраця
Влітку 2014 р. Університет ім. Менделя отримав Charter for Higher Education у рамках програми Erasmus+
Виконавча агенція з освіти, культури та аудіовізуальних засобів у Брюсселі надала Університету сільського та лісового господарства ім. Менделя в Брно Charter for Higher Education в рамках програми Erasmus+, що дає право участі в цій програмі та можливості для реалізації міжнародного співробітництва у 2014—2020 рр.
Ця подія відкриває ВНЗ доступ до фінансової підтримки програми міжнародного обміну та стажувань (у межах концепції міжнародної мобільності) не тільки всередині ЄС, а й у країнах третього світу, які раніше не були до неї включені.

## Відомі викладачі
- Дануше Нерудова — ректор з 2014 по 2022, кандидат у президенти Чехії на виборах 2023 року.